# Hjälstavikens naturreservat
Hjälstaviken är ett naturreservat som omfattar Hjälstaviken och dess omgivning i Enköpings kommun och Håbo kommun. Det är också ett Hjälstaviken Natura 2000-område och skyddas av habitat- och fågeldirektivet.